# Теракт в Батне 7 сентября 2007 года
Теракт в Батне — террористический акт, совершённый террористом-смертником-исламистом в Батне, Алжир, осуществлённый ИГИЛ.
Исламистский террорист спрятал бомбу в пакете, ожидая прибытия президента Абдельазиза Бутефлики, однако был замечен населением, после чего попытался скрыться и преследовался  полицейским. Во время преследования террорист привёл в действие свою бомбу незадолго до прибытия президента Абдельазиза Бутефлики. В результате взрыва 22 человека погибли и 107 получили ранения.

## Развитие событий
Исламистский террорист спрятал бомбу в пластиковом пакете, который он нес, и затем присоединился к народным массам возле мечети Джаме Атик, ожидая прибытия президента Бутефлики. Однако он был замечен населением, после чего попытался скрыться и преследовался полицейским. Именно в этот момент он привел в действие бомбу.
Узнав о теракте, президент Бутефлика сразу же отправился к пострадавшим в Университетский больничный центр Батны.

## Ответственность
На телеканале Аль-Джазира отделение "Аль-Каиды в исламском Магрибе" (ранее Салафитская группа проповеди и борьбы), взяло на себя ответственность за теракт в городе Батна.

## Личность террориста
Личность террориста была быстро установлена, им оказался Абу Мокдад, 28-летний алжирец.